# 蘭登山

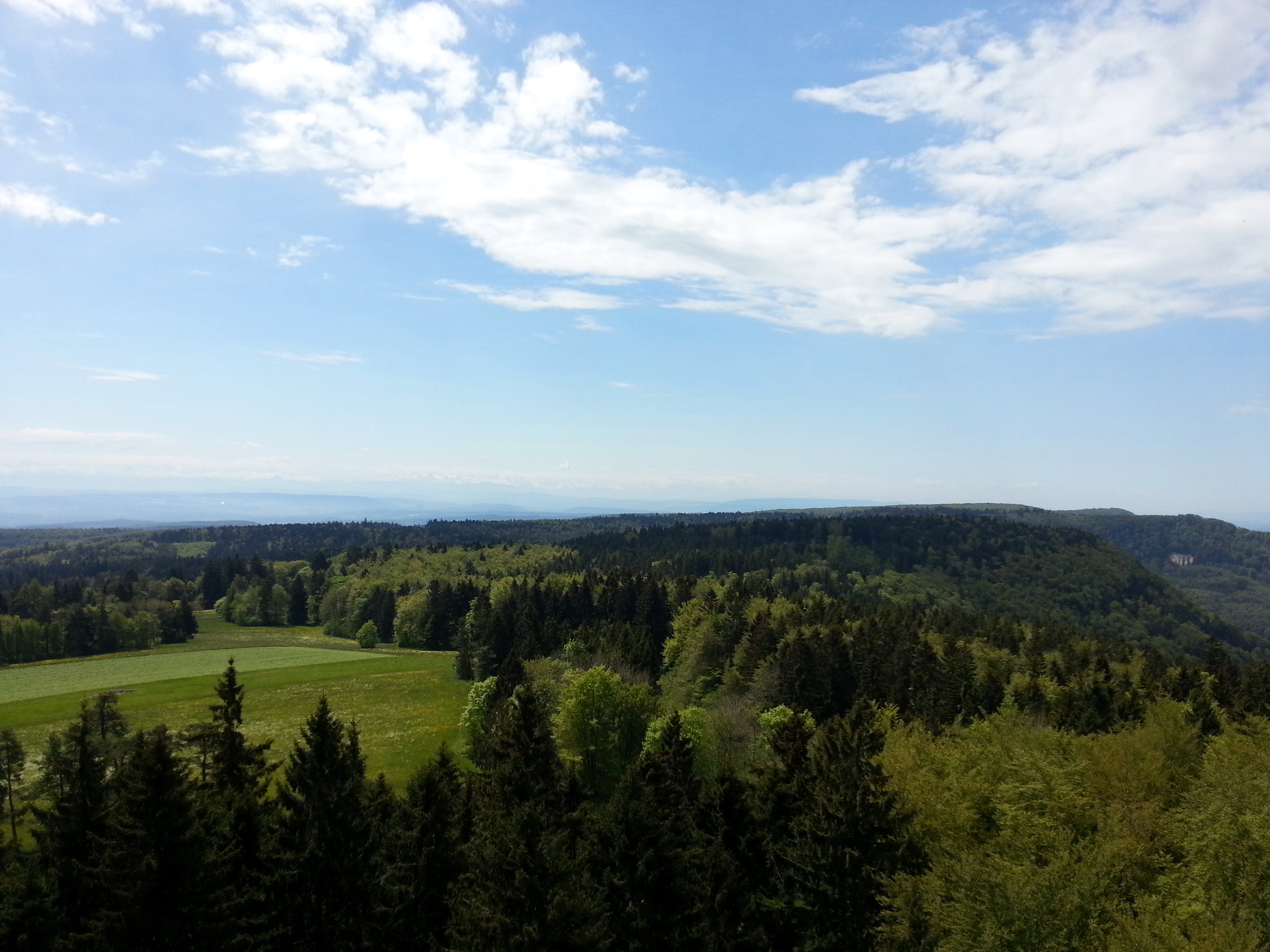

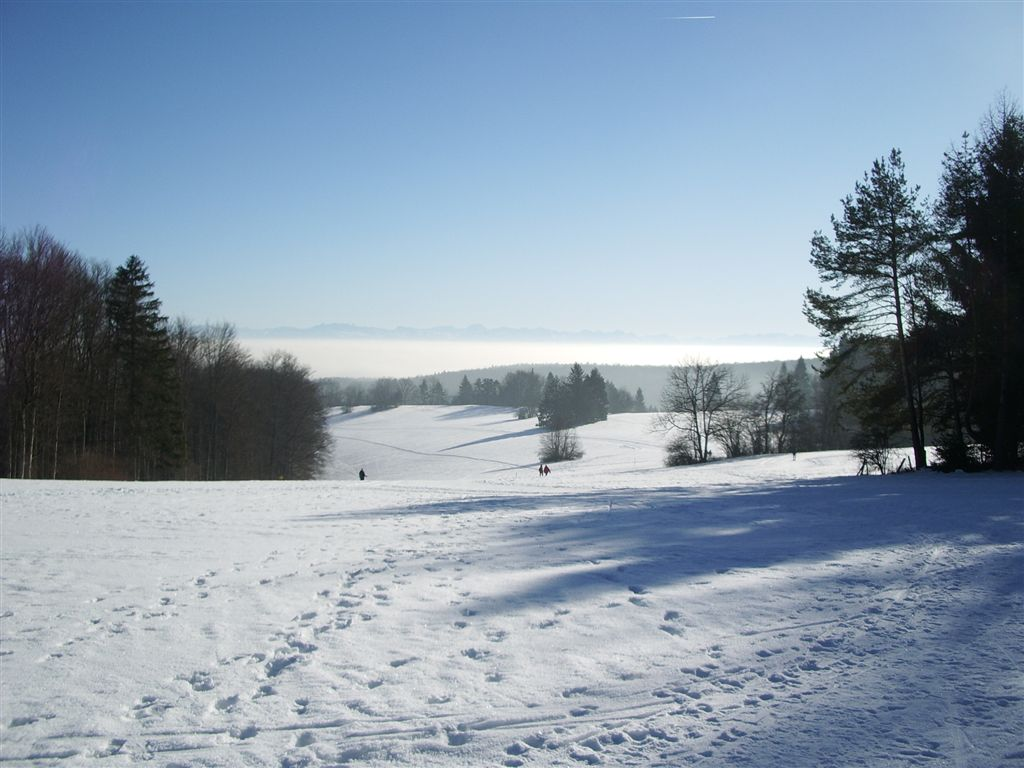

蘭登山（德語：Randen），是瑞士的山脈，位於該國北部，由沙夫豪森州負責管轄，處於萊茵河以北，最高點上蘭登山海拔高度930米，每年平均降雨量760至800毫米。